# Baalbek
Baalbek er en by i Libanon beliggende i Bekaa-dalen i 1.170 m højde, øst for Litani-floden. Byen, der nu har 81.052 (2008) indbyggere, er specielt kendt for et meget omfattende tempelruinområde med fine detaljer stammende fra romertiden, hvor byen var kendt som Heliopolis. Tempelområdet er det mest omfattende minde fra romertiden i Libanon og på UNESCOs Verdensarvsliste.